# Ситникова, Елена Львовна
Елена Львовна Ситникова (4 октября 1963, Курган — 3 мая 2012, Курган) — российский искусствовед, поэтесса, педагог.

## Биография
Елена Львовна Ситникова родилась 4 октября 1963 года в городе Кургане Курганской области.
Окончила среднюю школу № 37 города Орска Оренбургской области.
В 1981 году окончила дирижёрско-хоровое отделение Курганского музыкального училища, затем преподавала хоровое пение и музыку в хоровой школе.
В 1985—1986 годах работала преподавателем музыки в средней школе № 22 города Кургана. 14 лет (1983—1996) выступала в составе камерного хора Курганского отделения ВХО (руководитель Игорь Кусков).
С 1989 года работала в Курганском областном художественном музее научным сотрудником отдела современного искусства.
В 1994 году окончила факультет истории искусства и культурологии Уральского государственного университета имени А. М. Горького.
Член Союза писателей России с июня 2005 года, состояла на учёте в Курганской областной писательской организации.
Елена Львовна Ситникова скоропостижно скончалась 3 мая 2012 года в больнице города Кургана Курганской области. Похоронена на кладбище села Кетово Кетовского сельсовета Кетовского района Курганской области, ныне село — административный центр Кетовского муниципального округа той же области.

## Творчество
Интересовалась проблемами синтеза искусств, и в работе с аудиторией предпочитала органичное сочетание изобразительного искусства, музыки и поэзии.

### Искусствоведение
Основные направления научной работы — современная акварель и психология творчества. Она занималась организацией и проведением выставок, концертов в музее. При её активном участии проведены I, II и III Всероссийские выставки акварели, выставки «Книга. Писатель. Художник», «Изобразительное искусство и музыка», «Наследники ВХУТЕМАСа», «По городам России», выставки акварели из фондов Курганского областного художественного музея в музее и городах России.
Книги:
- II всероссийская выставка акварели / сост.: О. Луцко, Е. Ситникова. — Курган: PrintExpress, 2006. — 188 с.
- III всероссийская выставка акварели / сост.: О. Луцко, Е. Ситникова. — Курган: Курганская городская типография, 2010. — 196 с.

### Поэзия
Своё первое стихотворение написала в пять лет. В школе писала сочинения в стихах. Пробовала себя, как акварелист и фотограф.
Как поэт начала публиковаться в 1988 году в областной газете «Молодой ленинец». Затем были публикации в газетах «Курган и курганцы» и «Новый мир», альманахе «Тобол», в журналах «Сибирский край», «Наука и образование Зауралья», «Музей и мы», магнитогорском альманахе «Берега» и других изданиях. Также увлекалась переводами — в частности, Германа Гессе.
Кроме стихов, писала венки сонетов, философские баллады, пьесы. К какой бы теме ни обращалась в своем творчестве Елена Ситникова, она раскрывает её неповторимо глубоко, не страшась философских обобщений, и одновременно столь утонченно, что спутать ее творческий стиль с чьим-либо другим просто невозможно.
Книги:
- Ситникова, Е. Встречный ветер. — Куртамыш: Куртамышская типография, 2002. — 201 с.
- Ситникова, Е. Книга сонетов. — Курган: Медиа-студия Европейский центр современного искусства, 2002.
- Ситникова, Е. Стеклянные стрелы. — Курган, 2003. — 95 с.
- Ситникова, Е. Неровный свет. — Курган: Медиа-студия, 2004. — 91 с.
- Ситникова, Е. Четвертое измерение.. — Курган: Медиа-студия Европейский центр современного искусства, 2005.
- Ситникова, Е. Формула-1. — Курган: Элси, 2007. — 15 с.
- Ситникова, Е. В точке пересечения. — Курган: Элси, 2009. — 93 с.
- Ситникова, Е.Л. Вектор скорости. — Шумиха: Шумихинская межрайонная типография, 2010. — 144 с. — ISBN 978-5-904279-14-1.
- Ситникова, Е.Л. Остановилось время…. — Шумиха: Шумихинская межрайонная типография, 2013. — 199 с. — ISBN 978-5-904279-64-6.

## Награды и премии
- Лауреат курганской городской премии «Признание» в области литературы (2004)
- Лауреат курганского областного поэтического конкурса в номинации «Пушкиниана» (1999)
- Лауреат интернет-конкурса авангардной поэзии (2007)

## Семья
- Родители Лев Андреевич и Галина Ивановна Ситниковы — инженеры-путейцы, работали в Орске и Кургане.
- Муж Сергей Кораблёв[7].